# Achaemenes vehemens
Achaemenes vehemens är en insektsart som beskrevs av Van Stalle 1989. Achaemenes vehemens ingår i släktet Achaemenes och familjen kilstritar. Inga underarter finns listade i Catalogue of Life.